# Bardilis II
Bardilis II (en griego antiguo Βάρδυλις) fue un rey ilirio de Dardania  (Balcanes) del siglo III a. C. (295 - †290 a. C.). Nieto de Bardilis I fue enemigo del Reino de Macedonia.
Bardilis restableció el reino construido por su abuelo. Pirro de Epiro le declaró la guerra. Pirro, después de haber vencido a Bardilis se convirtió en su aliado al compartir con él su enemistad con el reino macedonio. De hecho, fue pronto su yerno al casarse Pirro con Bircena, su hija.